# Ferran Olivella
Fernando Olivella Pons (* 22. Juni 1936 in Barcelona; † 14. Mai 2023) war ein spanischer Fußballspieler. Der Verteidiger, der seine gesamte Profilaufbahn beim FC Barcelona verbrachte, gewann 1964 als Spielführer der spanischen Nationalelf die EM.

## Vereinskarriere
Olivella kam 1954 von der Jugendmannschaft des FC Barcelona zur zweiten Mannschaft des FC Barcelona, zu SD España Industrial. Nach zwei Jahren stieg er in die erste Mannschaft auf. Er etablierte sich auf Anhieb als Stammspieler und kam in seiner ersten Saison 42 Mal zum Einsatz.
Ab 1963/64 spielte Olivella als Innenverteidiger, vorher wurde er hauptsächlich als Außenverteidiger aufgestellt. 1964 wurde er zum Kapitän des FC Barcelona ernannt und führte von da an, bis zu seinem Karriereende 1969, das Team als Spielführer auf den Platz.
Insgesamt bestritt er für den FC Barcelona 500 Spiele, Freundschaftsspiele mit eingeschlossen, und erzielte dabei ein Tor. Sein einziges Tor war das zwischenzeitliche 6:0 beim 8:0-Erfolg gegen UD Las Palmas am 22. Spieltag der Saison 1959/60. Mit Barça gewann er 1959 und 1960 die spanische Meisterschaft. Außerdem gewann er drei Mal den Messepokal und vier Mal den spanischen Pokal.

## Nationalmannschaftskarriere
Olivella bestritt am 31. März 1957 sein erstes Spiel für die spanische Nationalelf beim 5:0-Sieg gegen Belgien. 1964 führte er Spanien als Kapitän zum Gewinn der Europameisterschaft. Olivella wirkte in beiden Spielen der Endrunde gegen Ungarn und die UdSSR mit. Zwei Jahre später nahm er mit Spanien an der WM 1966 teil, kam bei dem enttäuschenden Ausscheiden in der Vorrunde aber nicht zum Einsatz. Insgesamt absolvierte Olivella 18 Länderspiele für Spanien.
Zusätzlich bestritt er zwischen 1966 und 1968 zwei Spiele für die katalanische Fußballauswahl.

## Erfolge
Verein:
- Spanische Meisterschaft: 1959, 1960
- Spanischer Pokal: 1957, 1959, 1963, 1968
- Messepokal: 1955–1958, 1958–1960, 1966

Nationalmannschaft:
- Europameisterschaft: 1964 (2 Einsätze)
- WM-Teilnahme: 1966 (kein Einsatz)

## Sonstiges
Zwischen 1989 und 1993 saß Olivella gemeinsam mit Präsident Josep Lluís Núñez im Aufsichtsrat des FC Barcelona.